# 巨大過剰数
巨大過剰数（きょだいかじょうすう、英: colossally abundant number）とは、自然数 n であって、すべての k > 1 に対して
{\displaystyle {\frac {\sigma (n)}{n^{1+\varepsilon }}}\geq {\frac {\sigma (k)}{k^{1+\varepsilon }}}}

nの約数の総和を表すσ_{1}(n)≡σ(n) のグラフ(n≦250)

を満たすような ε > 0 が存在するものである。ただし σ は約数関数である。

## 概要
巨大過剰数は、インドの数学者シュリニヴァーサ・ラマヌジャンにより考案された。
巨大過剰数は、小さい順に
2, 6, 12, 60, 120, 360, 2520, 5040, 55440, 720720, 1441440, 4324320, 21621600, 367567200, 6983776800, 160626866400, 321253732800, 9316358251200, 288807105787200, 2021649740510400, 6064949221531200, 224403121196654400,…（オンライン整数列大辞典の数列 A004490）
巨大過剰数のうち 2 は不足数、6 は完全数であり、12 以上の巨大過剰数は全て過剰数である。
すべての巨大過剰数は超過剰数である。隣り合う巨大過剰数の比は、
2, 3, 2, 5, 2, 3, 7, 2, 11, 13, 2, 3, 5, 17, 19, 23, 2, 29, 31, 7, 3, 37, 41, 43, 2, 47, 53, 59, 5, 61, 67, 71, 73, 11, 79, 2, 83, 3, 89, 97, 13, 101, 103, 107, 109, 113, 127, 131, 137, 139, 2, 149, 151, 7, 157, 163, 167, 17, 173, 179, 181, 191, 193, 197, 199, 19, 211, 3,…（オンライン整数列大辞典の数列 A073751）
100番目の巨大過剰数は、171桁の数
533187564151227457465199401229454876347036513892234205802944360099435118364718466037392872608220305945979716166395732328054742493039981726997486787797703088097204529280000
で、{\displaystyle {\frac {\sigma (n)}{n}}}は10.5681…で、約数の和が自分自身の10.5681…倍になる。
また、少なくとも107番目までは、隣り合う巨大過剰数の比は素数になる。107番目の巨大過剰数は、77908696桁の数で、{\displaystyle {\frac {\sigma (n)}{n}}}は33.849…で、約数の和が自分自身の33.849…倍になる。
{\displaystyle {\frac {\sigma (c)}{c}}\geq n} を満たす最小の巨大過剰数 c は、
6, 120, 55440, 367567200, 288807105787200, 1970992304700453905270400, 46015447651610234928592313897306120347488000, 20945137389024582113645213620899991935836129981347124754955196200225728000,…（オンライン整数列大辞典の数列 A110442）

## 歴史
巨大過剰数は最初にラマヌジャンによって研究され、彼の発見は高度合成数に関する1915年の論文に含まれることを意図していた。残念ながら、ラマヌジャンが彼の作品を提出したジャーナルの発行者であるロンドン数学会は、当時財政難に陥っており、ラマヌジャンは印刷のコストを削減するために作品の側面を削除することに同意した。彼の発見は主にリーマン予想を条件としており、この仮定により、巨大過剰数のサイズの上限と下限を見つけ、Robinの不等式（以下を参照）として知られるようになるものが n の値が十分に大きいすべての整数に当てはまることを証明した。
数のクラスは、1944年のLeonidas Alaogluとポール・エルデシュの論文でわずかに強い形で再考され、ラマヌジャンの結果を拡張しようとした。

## 性質
巨大過剰数は
{\displaystyle 2^{a_{2}}3^{a_{3}}5^{a_{5}}\cdots p(b)^{a_{p(b)}}}
という形で素因数分解され、
{\displaystyle a_{2}\geq a_{3}\geq \cdots \geq a_{p(b)}}
を満たす数である (p(b)は 2 から数えて b 番目の素数)。
巨大過剰数は素数階乗の積で表すことができる。（例　21621600 = 2 × 2 × 6 × 30 × 30030 = 2# × 2# × 3# × 5# × 13#）
1944年に、Alaogluとエルデシュは、2つの連続する巨大過剰数の比は常に素数であると推測した。2つの連続する巨大過剰数の比が常に素数または半素数であることを示した。比が素数の2乗になることはない。
Alaogluとエルデシュの予想は、少なくとも107番目の巨大過剰数までは成り立つ。

## リーマン予想との関係
1980年代に、Guy Robinはリーマン予想が、次の不等式がすべての n > 5040 に当てはまるという主張と同じであることを示した。
{\displaystyle \sigma (n)<e^{\gamma }n\log \log n\approx 1.781072418\cdot n\log \log n\,}（γ: オイラーの定数）
この不等式は、27個の数
2, 3, 4, 5, 6, 8, 9, 10, 12, 16, 18, 20, 24, 30, 36, 48, 60, 72, 84, 120, 180, 240, 360, 720, 840, 2520, 5040（オンライン整数列大辞典の数列 A067698）
で失敗することが知られている。
Robinは、リーマン予想が真である場合、n = 5040 が失敗する最大の整数であることを示した。不等式は、彼の仕事の後、Robinの不等式として知られている。Robinの不等式は、それが成り立たない場合でも、巨大過剰数 n で失敗することが知られている。したがって、リーマン予想は、実際には、巨大過剰数 n > 5040 ごとのRobinの不等式保持と同じである。
2001-2002年に、Lagariasは、対数の代わりに調和数を使用して、例外を必要としないRobinの主張の代替形式を示した。
{\displaystyle \sigma (n)<H_{n}+\exp(H_{n})\log(H_{n})}
または、n = 1, 2, 3, 4, 6, 12, 24, 60の8個の例外を除いて、
{\displaystyle \sigma (n)<\exp(H_{n})\log(H_{n})}

## 優高度合成数
優高度合成数（英: superior highly composite number）は自然数 n であって、nより小さいすべての自然数k、nより大きいすべての自然数kに対して
{\displaystyle {\frac {d(n)}{n^{\varepsilon }}}\geq {\frac {d(k)}{k^{\varepsilon }}}}
を満たすようなものである。ただし d は約数関数である。優高度合成数は、シュリニヴァーサ・ラマヌジャンにより考案された。
優高度合成数は、小さい順に
2, 6, 12, 60, 120, 360, 2520, 5040, 55440, 720720, 1441440, 4324320, 21621600, 367567200, 6983776800, 13967553600, 321253732800, 2248776129600, 65214507758400, 195643523275200, 6064949221531200,…（オンライン整数列大辞典の数列 A002201）
2 は合成数ではないが、優高度合成数に含める。すべての優高度合成数は高度合成数である。2から6983776800までの最初の15個は、巨大過剰数と同じ数で、13967553600が最小の巨大過剰数でない数になる。優高度合成数は素数階乗の積で表すことができる。
隣り合う優高度合成数の比は、
2, 3, 2, 5, 2, 3, 7, 2, 11, 13, 2, 3, 5, 17, 19, 2, 23, 7, 29, 3, 31, 2, 37, 41, 43, 47, 5, 53, 59, 2, 11, 61, 3, 67, 71, 73, 79, 13, 83, 89, 2, 97, 101, 103, 107, 7, 109, 113, 17, 127, 131, 137, 139, 3, 5, 149, 151, 19, 2, 157, 163, 167, 173, 179, 181, 191, 193, 197, 199,…（オンライン整数列大辞典の数列 A000705）
隣り合う優高度合成数の比がすべて素数になるのかどうかは未解決である。
優高度合成数の約数の個数は、
2, 4, 6, 12, 16, 24, 48, 60, 120, 240, 288, 384, 576, 1152, 2304, 2688, 5376, 8064, 16128, 20160, 40320, 46080, 92160, 184320, 368640, 737280, 983040, 1966080, 3932160, 4423680, 6635520, 13271040, 15925248, 31850496, 63700992, 127401984,…（オンライン整数列大辞典の数列 A098895）

## 巨大過剰数、優高度合成数、超過剰数、高度合成数
巨大過剰数でも優高度合成数でもある数は、
2, 6, 12, 60, 120, 360, 2520, 5040, 55440, 720720, 1441440, 4324320, 21621600, 367567200, 6983776800, 321253732800, 6064949221531200, 791245405339403414400, 37188534050951960476800, 581442729886633902054768000（オンライン整数列大辞典の数列 A224078）
で、20個ある。
その最大の数は、27桁の数 
581442729886633902054768000 = (2#)3 × 3# × 5# × 7# × 59# 
である。
巨大過剰数で、高度合成数であるが優高度合成数でない数は、
160626866400, 9316358251200, 288807105787200, 2021649740510400, 224403121196654400, 9200527969062830400, 395622702669701707200, 1970992304700453905270400, 35468006523084668025340848000, 135483209545341953934626770390608000（オンライン整数列大辞典の数列 A304235）
で、32個ある。
その最大の数は、146桁の数
15674192680883163460230707760179854420231328263699114125427471747127198714148839614493194290620754440061009953799177373703305361724989502049920000 = (2#)4 × (3#)2 × 5# × 7# × 23# × 317#
である。
優高度合成数で、超過剰数であるが巨大過剰数でない数は、
13967553600, 2248776129600, 65214507758400, 195643523275200, 12129898443062400, 448806242393308800, 18401055938125660800, 185942670254759802384000, 9854961523502269526352000, 1162885459773267804109536000, 780296143507862696557498656000（オンライン整数列大辞典の数列 A304234）
で、39個ある。
その最大の数は、144桁の数
296672416672867447196795730476590304483873721079478500796734481018180417302501696173372762598500084039009652122381906126876442177760053666560000 = (2#)4 × (3#)3 × 5# × 7# × 23# × 313# 
である。
超過剰数、高度合成数であるが巨大過剰数、優高度合成数でない数は、
1, 4, 24, 36, 48, 180, 240, 720, 840, 1260, 1680, 10080, 15120, 25200, 27720, 110880, 166320, 277200, 332640, 554400, 665280, 2162160, 3603600, 7207200, 8648640, 10810800, 36756720, 61261200, 73513440, 122522400, 147026880, 183783600, 698377680, 735134400, 1102701600,…（オンライン整数列大辞典の数列 A338786）
で、358個ある。
その最大の数は、154桁の数
6673677805609568153080220113289093737608697348112335683143355114958436572669652057828038735276428369020778066916839412571610096354615871011364980958080000 = (2#)4 × (3#)2 × 5# × 11# × 23# × 347# である。

## 巨大過剰数の素因数分解
|       | n                                 | 素因数分解                                                                                        | 素数階乗の積                                   | 比     | {\displaystyle {\frac {\sigma (n)}{n}}} |
| ----- | --------------------------------- | ------------------------------------------------------------------------------------------------- | ---------------------------------------------- | ------ | --------------------------------------- |
| 1     | 2                                 | 2                                                                                                 | 2#                                             | 2      | 1.500                                   |
| 2     | 6                                 | 2×3                                                                                               | 3#                                             | 3      | 2.000                                   |
| 3     | 12                                | 2×3                                                                                               | 2#×3#                                          | 2      | 2.333                                   |
| 4     | 60                                | 2×3×5                                                                                             | 2#×5#                                          | 5      | 2.800                                   |
| 5     | 120                               | 23×3×5                                                                                            | (2#)2×5#                                       | 2      | 3.000                                   |
| 6     | 360                               | 23×32×5                                                                                           | 2#×3#×5#                                       | 3      | 3.250                                   |
| 7     | 2520                              | 23×32×5×7                                                                                         | 2#×3#×7#                                       | 7      | 3.714                                   |
| 8     | 5040                              | 24×32×5×7                                                                                         | (2#)2×3#×7#                                    | 2      | 3.838                                   |
| 9     | 55440                             | 24×32×5×7×11                                                                                      | (2#)2×3#×11#                                   | 11     | 4.187                                   |
| 10    | 720720                            | 24×32×5×7×11×13                                                                                   | (2#)2×3#×13#                                   | 13     | 4.509                                   |
| 11    | 1441440                           | 25×32×5×7×11×13                                                                                   | (2#)3×3#×13#                                   | 2      | 4.581                                   |
| 12    | 4324320                           | 25×33×5×7×11×13                                                                                   | (2#)2×(3#)2×13#                                | 3      | 4.699                                   |
| 13    | 21621600                          | 25×33×52×7×11×13                                                                                  | (2#)2×3#×5#×13#                                | 5      | 4.855                                   |
| 14    | 367567200                         | 25×33×52×7×11×13×17                                                                               | (2#)2×3#×5#×17#                                | 17     | 5.141                                   |
| 15    | 6983776800                        | 25×33×52×7×11×13×17×19                                                                            | (2#)2×3#×5#×19#                                | 19     | 5.412                                   |
| 16    | 160626866400                      | 25×33×52×7×11×13×17×19×23                                                                         | (2#)2×3#×5#×23#                                | 23     | 5.647                                   |
| 17    | 321253732800                      | 26×33×52×7×11×13×17×19×23                                                                         | (2#)3×3#×5#×23#                                | 2      | 5.692                                   |
| 18    | 9316358251200                     | 26×33×52×7×11×13×17×19×23×29                                                                      | (2#)3×3#×5#×29#                                | 29     | 5.888                                   |
| 19    | 288807105787200                   | 26×33×52×7×11×13×17×19×23×29×31                                                                   | (2#)3×3#×5#×31#                                | 31     | 6.078                                   |
| 20    | 2021649740510400                  | 26×33×52×72×11×13×17×19×23×29×31                                                                  | (2#)3×3#×7#×31#                                | 7      | 6.187                                   |
| 21    | 6064949221531200                  | 26×34×52×72×11×13×17×19×23×29×31                                                                  | (2#)2×(3#)2×7#×31#                             | 3      | 6.238                                   |
| 22    | 224403121196654400                | 26×34×52×72×11×13×17×19×23×29×31×37                                                               | (2#)2×(3#)2×7#×37#                             | 37     | 6.407                                   |
| …     | …                                 | …                                                                                                 | …                                              | …      | …                                       |
| 100   | 5331875641………… 4529280000 (171桁) | 210×36×54×73×112×132×172×192×232×29 ×31×…×379×383                                                 | (2#)4×(3#)2×5#×7#×23# ×383#                    | 383    | 10.568                                  |
| …     | …                                 | …                                                                                                 | …                                              | …      | …                                       |
| 1000  | (3215桁)                          | 215×39×56×75×114×133×173×193×233×292 ×312×…×1092×1132×127×131×…×7349 ×7351                        | (2#)6×(3#)3×5#×7#×11# ×23#×113#×7351#          | 7351   | 15.851                                  |
| …     | …                                 | …                                                                                                 | …                                              | …      | …                                       |
| 10000 | (44846桁)                         | 219×312×58×76×115×135×174×194×234×293 ×313×…×593×613×672×712×…×4332×4392 ×443×449×…×103043×103049 | (2#)7×(3#)4×(5#)2×7#×13# ×23#×61#×439#×103049# | 103049 | 20.557                                  |
| …     | …                                 | …                                                                                                 | …                                              | …      | …                                       |
| 107   | (77908696桁)                      |                                                                                                   |                                                |        | 33.849                                  |

## 優高度合成数の素因数分解
|    | n                | 素因数分解                       | 素数階乗の積       | 比 | 約数の個数 |
| -- | ---------------- | -------------------------------- | ------------------ | -- | ---------- |
| 1  | 2                | 2                                | 2#                 | 2  | 2          |
| 2  | 6                | 2×3                              | 3#                 | 3  | 4          |
| 3  | 12               | 2×3                              | 2#×3#              | 2  | 6          |
| 4  | 60               | 2×3×5                            | 2#×5#              | 5  | 12         |
| 5  | 120              | 23×3×5                           | (2#)2×5#           | 2  | 16         |
| 6  | 360              | 23×32×5                          | 2#×3#×5#           | 3  | 24         |
| 7  | 2520             | 23×32×5×7                        | 2#×3#×7#           | 7  | 48         |
| 8  | 5040             | 24×32×5×7                        | (2#)2×3#×7#        | 2  | 60         |
| 9  | 55440            | 24×32×5×7×11                     | (2#)2×3#×11#       | 11 | 120        |
| 10 | 720720           | 24×32×5×7×11×13                  | (2#)2×3#×13#       | 13 | 240        |
| 11 | 1441440          | 25×32×5×7×11×13                  | (2#)3×3#×13#       | 2  | 288        |
| 12 | 4324320          | 25×33×5×7×11×13                  | (2#)2×(3#)2×13#    | 3  | 384        |
| 13 | 21621600         | 25×33×52×7×11×13                 | (2#)2×3#×5#×13#    | 5  | 576        |
| 14 | 367567200        | 25×33×52×7×11×13×17              | (2#)2×3#×5#×17#    | 17 | 1152       |
| 15 | 6983776800       | 25×33×52×7×11×13×17×19           | (2#)2×3#×5#×19#    | 19 | 2304       |
| 16 | 13967553600      | 26×33×52×7×11×13×17×19           | (2#)3×3#×5#×19#    | 2  | 2688       |
| 17 | 321253732800     | 26×33×52×7×11×13×17×19×23        | (2#)3×3#×5#×23#    | 23 | 5376       |
| 18 | 2248776129600    | 26×33×52×72×11×13×17×19×23       | (2#)3×3#×7#×23#    | 7  | 8064       |
| 19 | 65214507758400   | 26×33×52×72×11×13×17×19×23×29    | (2#)3×3#×7#×29#    | 29 | 16128      |
| 20 | 195643523275200  | 26×34×52×72×11×13×17×19×23×29    | (2#)2×(3#)2×7#×29# | 3  | 20160      |
| 21 | 6064949221531200 | 26×34×52×72×11×13×17×19×23×29×31 | (2#)2×(3#)2×7#×31# | 31 | 40320      |